# Kotaku
A Kotaku egy videójáték központú blog. A Gawker Media „Gawker” weboldalhálózatának része, amibe beletartozik még a  Gizmodo, a Deadspin, a Lifehacker, az io9 és a Jezebel. Felkerült a CNET News Blog 100 listájára, és a Technorati Top 100 legjobb negyvene között van.

## Munkatársai
A Kotaku jelenlegi főszerkesztője Brian Crecente. További szerkesztők: Brian Ashcraft, Michael McWhertor, Luke Plunkett, Michael Fahey, Owen Good és Stephen Totilo. Szerződéses vagy ideiglenes szerkesztők: AJ Glasser, Leigh Alexander, Tori Floyd, Kim Phu, Maggie Greene, Stuart Houghton, Flynn DeMarco, Mark Wilson, Adam Barenblat és Jason Chen. De az oldal szerkesztői közé tartozik a Bungie Studios-tól Luke Smith, az IGN-től Jim Reilly és Adam Barenblat, a Wired.com-tól pedig John Brownlee (Florian Eckhardt néven) és Eliza Gauger.

## Társlapjai
2007 augusztusában az Allure Media beindította a Kotaku Australia-t Archiválva 2010. május 13-i dátummal a Wayback Machine-ben. Az oldal a Gawker Media által licencelt tartalmakat és helyi eseményeket tesz közzé.
2009. július 30-án a mediagene INC beindította a Kotaku Japan-t. Az oldal Gawker Media tartalmát japánra fordított tartalmát és helyi videójátékos híreket tesz közzé.

## A név jelentése
„Az otaku egy japán szó az egészségtelenül megszállottra. Japánban az otakukat további alosztályokba sorolják aszerint, hogy miért őrölnek meg; videójátékokért, animékért, mangákért, vagy énekesekért. Az Egyesült Államokban legtöbbször az anime és manga rajongókkal kapcsolják össze. Azt mondtuk, hogy azért használjuk a „ko-”-t a szó elején az „o-” helyett mert ez egy kis mellékértelmét ad, de Matt 5'10", ami Japánban bőven magas. Szóval látod, az egésznek van értelme.”

## Szerkesztők
- Brian Crecente: főszerkesztő
- Stephen Totilo: helyettes szerkesztő
- Michael McWhertor: vezető szerkesztő
- Brian Ashcraft: vezető közreműködő szerkesztő
- Michael Fahey: közreműködő szerkesztő
- Luke Plunkett: közreműködő szerkesztő
- Owen Good: közreműködő szerkesztő
- Tim Rogers: cikkíró
- Leigh Alexander: cikkíró (eredetileg társszerkesztő)